# Schülerforschungszentrum Südwürttemberg

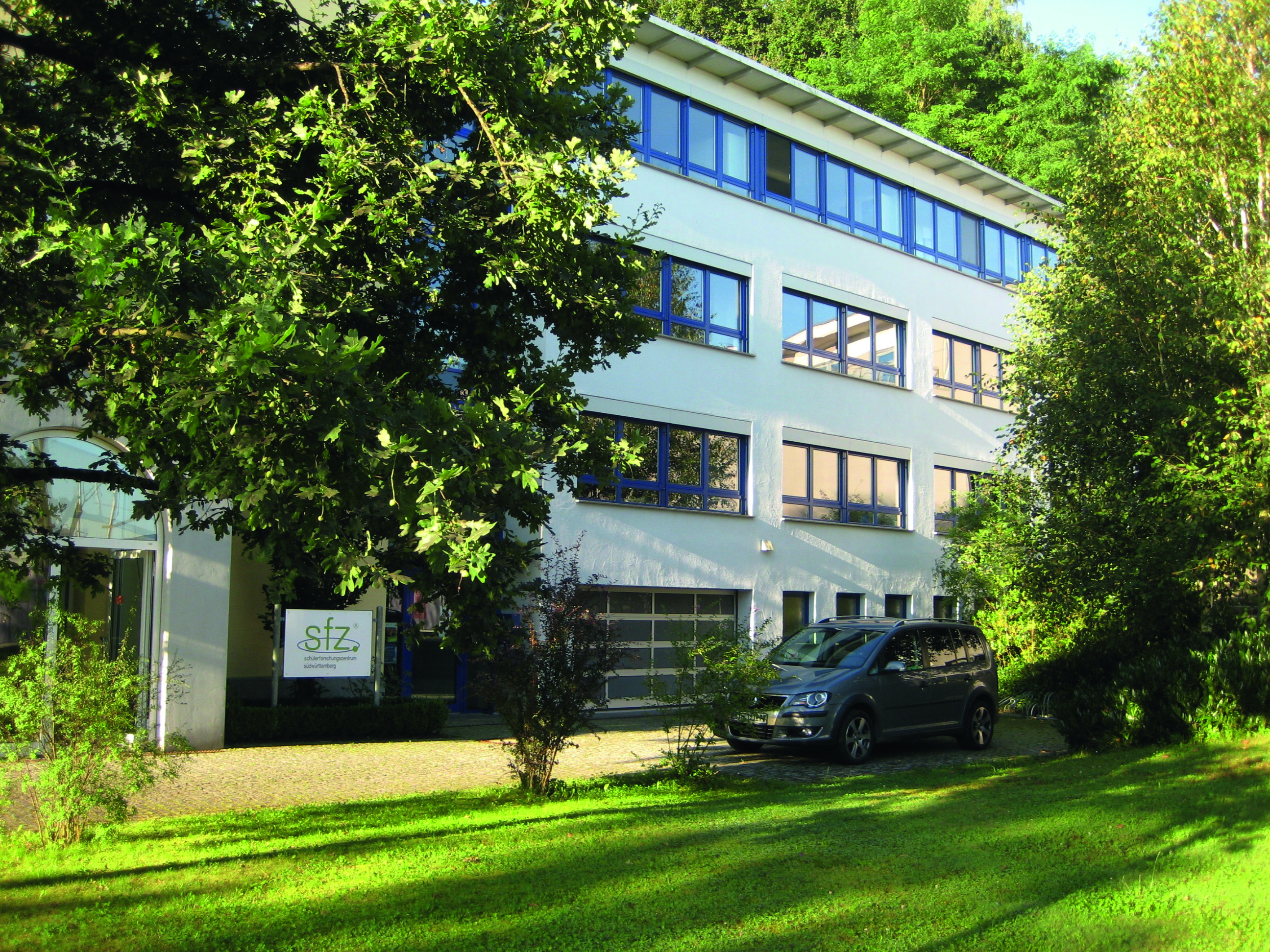
Das Gebäude des SFZ in Bad Saulgau

Das Schülerforschungszentrum Südwürttemberg (SFZ) ist eine Institution zur Förderung naturwissenschaftlich interessierter und begabter Schüler im schwäbischen Bad Saulgau. Es bietet Schülern zwischen dem Bodensee und Stuttgart die Möglichkeit, eigene Forschungsprojekte durchzuführen und ihre Ergebnisse bei nationalen und internationalen Wettbewerben zu präsentieren. Gründer des SFZ ist Studiendirektor a. D. Rudolf Lehn.

## Entstehung und Weiterentwicklung
Das Schülerforschungszentrum entstand 1999 als deutschlandweit erste Institution seiner Art aus der Physik-AG des Störck-Gymnasiums in Bad Saulgau. Unter der Leitung von Rudolf Lehn und Peter Breitfeld rechneten interessierte Schüler ausgewählte Übungsaufgaben zur Vorbereitung auf den Auswahlwettbewerb zur Internationalen Physik-Olympiade. Zahlreiche Schüler kehrten von den Wettbewerben erfolgreich zurück, so dass schon damals das Projekt als Erfolg gewertet werden konnte. Mit Hinzukommen des International Young Physicists’ Tournament rückte die Forschung weiter in den Mittelpunkt. Die siebzehn jährlich gestellten experimentellen und theoretischen Aufgaben wurden gemeinsam bearbeitet und von einem fünfköpfigen Team vorgestellt.
Infolge großen Zulaufs wurde es für das SFZ bald zu eng in den Räumlichkeiten des Störck-Gymnasiums, so dass der Forschungsbetrieb im Oktober 2003 in eigene Räume verlagert wurde. Auch strukturell hat sich das SFZ gewandelt, so dass es nun von einem Trägerverein finanziert wird.
Mittlerweile hat das SFZ weitere Standorte in Neckaralb (Eningen unter Achalm), Landkreis Biberach (Ochsenhausen, Biberach und Laupheim), Friedrichshafen, Riedlingen, Tuttlingen, Überlingen, Ulm und Wangen.
Bis zum Jahr 2024 sind in Deutschland mehr als 20 weitere Schülerforschungszentren entstanden.

## Forschungsbereiche
Das Spektrum der Forschungsbereiche des SFZ ist breit gefächert und beschränkt sich nicht auf die Physik. Vielmehr arbeiten die Schüler auch an Projekten auf den Gebieten der Mathematik, Informatik, Chemie, Biologie, Technik und Geologie. Neben den kleinen Projekten, an denen jeweils ein bis drei Schüler eigenständig arbeiten, gibt es große Projekte, die von vielen Schülern über mehrere Jahre bearbeitet werden. Beispiele sind der Bau eines Windkanals sowie eines Rasterkraftmikroskops.

## Forschungsalltag
Der Forschungsalltag im SFZ hat mit Schule wenig gemein. Die Schüler arbeiten eigenständig an Projekten. Hilfe erhalten sie auf Wunsch von verschiedenen Lehrern, außerdem über zahlreiche Kontakte zu Universitäten (z. B. Universität Ulm) und Unternehmen aus der Industrie. Die Aktivitäten finden in der Regel außerhalb der Unterrichtszeit statt, vornehmlich Freitagnachmittag bis Sonntag.

## Wettbewerbe und Erfolge
Seit Jahren nimmt das Schülerforschungszentrum an zahlreichen nationalen und internationalen Wettbewerben teil. Zu den wichtigsten gehören das International Young Physicists’ Tournament, die International Conference of Young Scientists, die Internationale Physikolympiade, der Bundeswettbewerb Informatik, die Internationale Chemieolympiade, die Internationale Biologie-Olympiade und Jugend forscht.
- Mehrfacher Sieg beim International Young Physicists’ Tournament sowie zahlreiche zweite und dritte Plätze
- Hohe Platzierungen bei der International Conference of Young Scientists (zahlreiche erste Preise)
- Hohe Platzierungen bei der Internationalen Physik-Olympiade (bis hin zur Gold-Medaille)
- Zahlreiche Regional- und Landessiege bei Jugend forscht sowie zwei Bundes- und Europasiege

## Finanzierung
Das SFZ hat inzwischen einen Trägerverein. Für die Schüler ist die Teilnahme kostenfrei. Das Kultusministerium von Baden-Württemberg übernahm 2024 die Kosten für sieben Lehrerstellen mit 181 Stunden. Zusätzlich unterstützen ca. 60 Betreuer das SFZ ehrenamtlich. Die weiteren Kosten (2024: ca. 450.000 Euro) werden zu einem großen Teil über Spenden finanziert.